# Cladomyza crassifolia
Cladomyza crassifolia là một loài thực vật có hoa trong họ Santalaceae. Loài này được (Gibbs) Danser mô tả khoa học đầu tiên năm 1940.